# Filep Tamás Gusztáv
Filep Tamás Gusztáv (Budapest, 1961. augusztus 3.) magyarországi kisebbségkutató és művelődéstörténész, a (cseh)szlovákiai magyar irodalom-, sajtó-, valamint eszmetörténet kutatója.

## Élete
1986–1988 között az ef-Lapok folyóirat szerkesztője, 1989–1991 között az Unió (Szabadelvű Unió, Ellenzéki Unió) folyóiratban publikált, 1990–1991-ben a Regio folyóirat megbízott főszerkesztője volt.
1999-2004 között végzett az Eötvös Loránd Tudományegyetem könyvtár szakán.
2014-től az MTA TK Kisebbségkutató Intézetben dolgozik.
Kutatási területei a magyar nemzeti kisebbségek eszme-, politika- és művelődéstörténete, a 20. század első felének magyar filozófiatörténete és Kemény Zsigmond közírói munkássága. Körültekintő forrásfeltáró és -elemző tanulmány- és esszékötetei a (cseh)szlovákiai magyar kultúrtörténet fontos forrásai.
Nagybátyja Filep Tibor történész, sakkozó.

## Díjak, elismerések
- 2009 Lőrincz Csaba-díj

## Fontosabb publikációi
- Az ellenállás vize. Jegyzetek, kísérletek, portrévázlatok; Széphalom Könyvműhely, Budapest, 1993
- Filep Tamás Gusztáv–Tóth László: Próbafelvételek. A (cseh)szlovákiai magyar irodalomról, 1918–1995. Esszék, tanulmányok, vázlatok; Kalligram, Pozsony, 1995
- Koncsol László; Nap, Dunaszerdahely, 1997 (Műhely)
- Zalabai Zsigmond; Nap, Dunaszerdahely, 1998 (Műhely)
- A (cseh)szlovákiai magyar művelődés története, 1918–1998, 1-4.; szerk. Tóth László, Filep Tamás Gusztáv; Ister, Budapest, 1998–2000 ISBN 963-85870-0-8
  - 1. Történelem – demográfia és szociológia – nyelvhasználat és nyelvfejlődés – a mindennapok kultúrája – vallás és egyház; 1998
  - 2. Oktatásügy – közművelődés – sajtó, rádió, televízió; 1998
  - 3. Irodalom, tudomány, könyvkiadás – színház – képzőművészet – ének, zene – tánc; 1999
  - 4. Művelődéstörténeti kronológia – könyvészet – mutatók; kronológia, bibliográfia, mutatók összeáll. Tóth László és Filep Tamás Gusztáv; 2000
- 2001 Joó Tibor: Történetfilozófia és metafizika – Válogatott írások. Budapest (Szerk.) ISBN 963 9243 18 3
- Kedves Rezső! Drága Bió! Peéry Rezső és Szalatnai Rezső levelezése; szerk., jegyz. Filep Tamás Gusztáv; Present–Noran, Budapest, 2001
- Viszolygás a várostól. A szerb társadalomtudomány Milošević Szerbiájáról; vál. Szerbhorváth György, szerk. Bárdi Nándor, Filep Tamás Gusztáv, ford. Barthos Lehel et al.; Teleki László Alapítvány, Budapest, 2002 (Regio könyvek)
- A hagyomány felemelt tőre. Válogatott és új esszék, tanulmányok az 1918–1945 közötti (cseh)szlovákiai magyar kultúráról; Ister, Budapest, 2003
- Zalabai Zsigmond, 1948–2003; Nap, Dunaszerdahely, 2004 (Műhely)
- Filep Tamás Gusztáv–G. Kovács László: Rákos Péter. 1925–2002; Nap, Dunaszerdahely, 2005 (Műhely)
- A humanista voksa. Írások a csehszlovákiai magyar kisebbség történetének köréből 1918–1945; Kalligram, Pozsony, 2007 ISBN 9788071499305
- Tóth László; Nap, Dunaszerdahely, 2010 (Műhely)
- Főhatalomváltás Pozsonyban 1918–1920. Események, történések egy hírlap közleményeinek tükrében; Kalligram, Pozsony, 2010 (Pozsony város történetei)
- Az ellenzék feladata. Törköly József színterei; összeáll., utószó Filep Tamás Gusztáv, szöveggond., jegyz. Filep Borbála Anna és Filep Tamás Gusztáv; Gömör-Kishonti Múzeum Egyesület, Rimaszombat, 2012 (Gömör-kishonti téka)
- Tábori bűnös Budapestje; szerk., tan., képvál. Buza Péter, szöveggyűjtemény összeáll., jegyz. Filep Tamás Gusztáv; Budapesti Városvédő Egyesület–OSZK, Budapest, 2013 (Budapest könyvek)
- Agorák kora. Tanulmányok, esszék, cikkek; Méry Ratio–Kisebbségekért-Pro Minoritate Alapítvány, Šamorín–Budapest, 2014 (Pro minoritate könyvek) ISBN 978-80-8160-034-0
- 2014 Kemény Zsigmond – Eszmék és jámbor óhajtások: Válogatott publicisztikai írások. Kolozsvár (Szerk.) ISBN 978-973-26-1104-3
- 2015 Az Új Élet folyóirat ideológiája. In: Bárdi Nándor – Filep Tamás Gusztáv – Lőrincz József (szerk.): Népszolgálat – A közösségi elkötelezettség alakváltozatai a magyar kisebbségek történetében. Pozsony, 114-136.
- Népszolgálat. A közösségi elkötelezettség alakváltozásai a magyar kisebbségek történetében; szerk. Bárdi Nándor, Filep Tamás Gusztáv, Lőrincz D. József; Kalligram, Pozsony, 2015 (Regio könyvek)
- Kuncz Aladár: Egy márványdarab. Novellák, karcolatok, tárcák, jegyzetek, dráma; gyűjt., szöveggond. Filep Tamás Gusztáv, Varga Ágnes; Kriterion–OSZK, Kolozsvár–Budapest, 2015 (Kuncz Aladár összegyűjtött munkái)
- Ünnep és felejtés. Emlékezet, identitás, politika; szerk. Filep Tamás Gusztáv; Pesti Kalligram, Budapest, 2018
- Joó Tibor. A szellemtörténet és a magyar nemzeteszme; Századvég, Budapest, 2019
- Ligeti Ernő. Egy urbánus transzszilvanista; MMA, Budapest, 2019
- "Azt hittem egykor, hogy csapatmunkában veszek részt". Beszélgetések kisebbségkutatókkal; Kriterion, Kolozsvár, 2019
- Magyarok Romániában, 1990–2015. Tanulmányok az erdélyi magyarságról; szerk. Bárdi Nándor, Éger György, Filep Tamás Gusztáv; 2. bőv. kiad.; Erdélyi Múzeum-Egyesület–Kriterion, Kolozsvár, 2020 (20. század)
- Koszorú, hiányzó emléktáblákra. Tanulmányok; Gondolat–TK, Budapest, 2021